# 429
| [ Edytuj tabelę ] |                           |
| Cesarz Bizancjum  | - 408 Teodozjusz II 450   |
| Król Franków      | - 426 Klodian 447         |
| Władca Guptów     | - 414 Kumaragupta 455     |
| Władca Korei      | - 413 Changsu 491         |
| Papież            | - 422 Celestyn I 432      |
| Król Persji       | - 420 Bahram V 439        |
| Cesarz Rzymu      | - 425 Walentynian III 455 |
| Król Wandalów     | - 428 Genzeryk 477        |
| Król Wizygotów    | - 419 Teodoryk I 451      |

Rok 429 / CDXXIX
stulecia: IV wiek ~
V wiek ~
VI wiek

lata: 419 «
424 «
425 «
426 «
427 «
428 «
429
» 430
» 431
» 432
» 433
» 434
» 439

## Wydarzenia
- Afryka
  - na wezwanie rzymskiego namiestnika Bonifacjusza 80 tysięcy Wandalów pod wodzą króla Genzeryka wtargnęło przez Cieśninę Gibraltarską do Afryki;
- Europa
  - podczas wojny Wandalów ze Swebami odbyła się Bitwa pod Meridą.